# Вирвані сторінки з автобіографії
«Вирвані сторінки з автобіографії» — автобіографічна книга української письменниці Марії Матіос, опублікована в 2010 році у видавництві «ЛА Піраміда» (Львів).
Книга увійшла до короткого списку конкурс «Книга року BBC» за 2010 рік.

## З анотації видавництва
|  | Реальний час, що пливе крізь живі людські долі, і реальні люди, що пливуть крізь плинний час, — такими є основні мотиви книжки «Вирвані сторінки з автобіографії» найпопулярнішої української письменниці Марії Матіос. Книга-дайджест «населена» багатьма відомими і невідомими людьми і подіями, які й складають історичну, психологічну, ідеологічну, культурну та побутову мозаїку українського життя перетину ХХ і XXI століть. Недаремно сама письменниця називає «Вирвані сторінки…» «не просто автобіографією, а стовідсотковою книгою про сучасність і сучасників». |

## Відгуки
- Ірина Славінська, Українська правда[1]:

|  | Книжка Матіос дає можливість по-новому глянути на багато подій України часів незалежності до та після 2004 року, а також після лютого-березня 2010 року. Зауваження письменниці цінні — інтелектуали свого часу мали б активніше коментувати минуле та теперішнє країни. Мені особисто за безцінне джерело інформації та «компромату» правитимуть усі замальовки про Яворівського та Дзюбу, про Ступку та Іллєнка, про прототипів «Солодкої Дарусі» тощо. |

- Дмитро Дроздовський, Друг читача[2]:

|  | «Вирвані сторінки з автобіографії» — це спроба розібратися в собі, в історії свого роду, своєї держави. (...) Крім того, це й енциклопедія сучасного цинічного життя у «вищих ешелонах української» (?) влади, за якими авторка могла спостерігати з емпірею Шевченківського комітету на Прорізній. Словом, ці вирвані сторінки — також і сторінки вирваної з часу України. |

## Реакція на книгу правоохоронців
За свідченням директора видавництва Піраміда, 17 грудня 2010 року до видавництва завітав співробітник Шевченківського райвідділу внутрішніх справ Львова, який за дорученням Львівської обласної прокуратури ознайомив «Піраміду» із зверненням ветеранів, котрі вимагають вилучити з продажу книжку «Вирвані сторінки з автобіографії».
12 січня 2011 року Марія Матіос звернулася з відкритим листом до Генерального прокурора України, в якому зокрема сказано:
|  | 17 грудня минулого року із посиланням на доручення Генеральної прокуратури України працівники Шевченківського райвідділу внутрішніх справ м. Львова (відділ боротьби з організованою злочинністю) розшукували «громадянку Марію Матіос» у приміщенні львівського видавництва «Піраміда» з метою вилучення з продажу моєї книги «Вирвані сторінки з автобіографії», яка, до речі, визнана «Книгою року-2010». |

## Видання
- Марія Матіос, Вирвані сторінки з автобіографії. — Львів: ЛА Піраміда, 2010. — 366 с.